# أبو بكرة الثقفي
أبو بكرة الثقفي هو نُفيع بن الحارث بن كلدة وقيل: نفيع بن مسروح (ت 51 هـ / 671 م) أقام بالبصرة، صحابي كان مولى لثقيف في الطائف، سمى نفسه بعد اعتناقه الإسلام بعتيق النبي. أول من نزل إلى النبي محمد من الطائف عند حصاره له، فكنَّاه أبا بكرة؛ لأنه تدلى بواسطة بكرة من أسوار الطائف لما حاصرها النبي  فأنضم إليه سنة 631 م، له مائة واثنان وثلاثون حديثًا، من علماء الصحابة. اعتزل ولم يشارك في الحروب الداخلية بين المسلمين (الجمل وصفين).توفي سنة إحدى وخمسين هجرية.
حدث عنه بنوه الأربعة: عبيد الله، وعبد الرحمن، وعبد العزيز، ومسلم ، وأبو عثمان النهدي، والحسن البصري، ومحمد بن سيرين، وعقبة بن صهبان، وربعي بن حراش، والأحنف بن قيس، وغيرهم. سكن البصرة، وكان من فقهاء الصحابة ووفد على معاوية، وأمه سمية، فهو أخو زياد بن أبيه لأمه.
قال ابن المديني: اسمه نفيع بن الحارث، وكذا سماه ابن سعد. قال ابن عساكر أبو بكرة بن الحارث بن كلدة بن عمرو. وقيل: كان عبدا للحارث بن كلدة، فاستلحقه، وسمية: هي مولاة الحارث، تدلى من الحصن ببكرة، فمن يومئذ كني بأبي بكرة. وممن روى عنه: ولداه رواد، وكيسة. وكان أبو بكرة ينكر أنه ولد الحارث، ويقول: أنا أبو بكرة مولى رسول الله ﷺ فإن أبى الناس إلا أن ينسبوني، فأنا نفيع بن مسروح.
وقصة عمر مشهورة في جلده أبا بكرة ونافعا، وشبل بن معبد، لشهادتهم على المغيرة بالزنى، ثم استتابهم، فأبى أبو بكرة أن يتوب، وتاب الآخران. فكان إذا جاءه من يشهده يقول: قد فسقوني. قال البيهقي إن صح هذا، فلأنه امتنع من التوبة من قذفه، وأقام على ذلك. قلت: كأنه يقول: لم أقذف المغيرة، وإنما أنا شاهد، فجنح إلى الفرق بين القاذف والشاهد، إذ نصاب الشهادة لو تم بالرابع، لتعين الرجم، ولما سموا قاذفين.
قال أبو كعب صاحب الحرير حدثنا عبد العزيز بن أبي بكرة، أن أباه تزوح امرأة، فماتت، فحال إخوتها بينه وبين الصلاة عليها، فقال: أنا أحق بالصلاة عليها، قالوا: صدق صاحب رسول الله ﷺ ثم إنه دخل القبر، فدفعوه بعنف، فغشي عليه، فحمل إلى أهله، فصرخ عليه عشرون من ابن وبنت، وأنا أصغرهم، فأفاق، فقال: لا تصرخوا فوالله ما من نفس تخرج أحب إلى من نفسي، ففزع القوم، وقالوا: لم يا أبانا؟ قال: إني أخشى أن أدرك زمانا لا أستطيع أن أمر بمعروف ولا أنهى عن منكر، وما خير يومئذ. هذا من معجم الطبراني، وموجود أيضا في مجمع الزوائد للهيثمى وقال عن اسناده رجاله ثقات.
ابن مهدي: حدثنا أبو خشينة، عن عمه الحكم بن الأعرج، قال: جلب رجل خشبا، فطلبه زياد، فأبى أن يبيعه، فغصبه إياه، وبنى صفة مسجد البصرة. قال: فلم يصل أبو بكرة فيها حتى قلعت. ابن إسحاق: عن الزهري، عن سعيد، أن عمر جلد أبا بكرة، ونافع ابن الحارث، وشبلا، فتابا فقبل عمر شهادتهما وأبى أبو بكرة، فلم يقبل شهادته وكان أفضل القوم.